# Баландін Сергій Вікторович
Сергій Вікторович Баландін (нар. 1 листопада 1973, смт Казанка Миколаївської області) — український діяч, заступник начальника ремонтно-механічного цеху № 1 ПАО «АрселорМіттал Кривий Ріг», 1-й секретар Довгинцівського районного комітету КПУ міста Кривого Рогу Дніпропетровської області. Народний депутат України 7-го скликання.

## Біографія
У 1991—1993 роках — служба у Збройних силах України.
Член КПУ з 2005 року. 1-й секретар Довгинцівського районного комітету КПУ міста Кривого Рогу Дніпропетровської області.
У 2006 році закінчив Національну металургійну академію за спеціальністю «металургійне обладнання».
До грудня 2012 року — заступник начальника ремонтно-механічного цеху № 1 ПАО «АрселорМіттал Кривий Ріг» Дніпропетровської області.
Народний депутат України 7-го скликання з.12.2012 до.11.2014 від КПУ № 20 в списку. Член фракції КПУ (з грудня 2012 до липня 2014). Член Комітету з питань підприємництва, регуляторної та антимонопольної політики (з.12.2012).
З 2014 року — депутат Дніпропетровської обласної ради від «Опозиційного блоку».
Потім —заступник головного інженера з ремонтів шахти «Гігант Глибока» ПАТ «Центральний гірничо-збагачувальний комбінат» міста Кривого Рогу Дніпропетровської області